# Vlag van Zuid-Georgia en de Zuidelijke Sandwicheilanden

Vlag van Zuid-Georgia en de Zuidelijke Sandwicheilanden

Vlag van de Gouverneur van Zuid-Georgia en de Zuidelijke Sandwicheilanden

De vlag van Zuid-Georgia en de Zuidelijke Sandwicheilanden is in gebruik sinds 3 oktober 1985, toen dit territorium gecreëerd werd. De vlag is een blauw Brits vaandel met het wapen van Zuid-Georgia en de Zuidelijke Sandwicheilanden in het blauwe veld. De gouverneur heeft zijn eigen vlag, gebaseerd op de Union Flag met in het midden het wapen van de archipel.
In 1999 werd het ontwerp van de vlag gewijzigd: de afmetingen werden groter ten opzichte van de vlag en de witte ondergrond verdween. Ook de vlag van de gouverneur van de eilanden wijzigde toen: in plaats van uitsluitend het wapenschild werd het gehele wapen in het hart van de vlag geplaatst.

## Historische vlaggen

? Vlag van Zuid-Georgia en de Zuidelijke Sandwicheilanden (1992-1999)
? Vlag van de Gouverneur van Zuid-Georgia en de Zuidelijke Sandwicheilanden (1992-1999)